# Castillo de La Calahorra
Il castillo de La Calahorra si trova su una collina a 1250 m s.l.m. che domina visivamente il Marchesato del Cenete (Marquesado del Cenete o anche Marquesado del Zenete in lingua spagnola), nel comune di La Calahorra, in Provincia di Granada.
L'edificio fu tra i primi a vedere l'introduzione dello stile rinascimentale nell'architettura civile spagnola. 
Sobria mole di carattere militare all'esterno, offre un'immagine esteriore diversa dalla distinta decorazione presente invece al suo interno. 

## Storia
Il castillo de La Calahorra si trova sulla parte più elevata di una collina a sommità piana, luogo privilegiato per controllare le terre del Marchesato e le sue vie di comunicazione, formando parte, inoltre, di un paesaggio singolare nella fascia pedemontana della Sierra Nevada.
Gli scavi archeologici hanno dimostrato che prima della fortezza rinascimentale ne esisteva un'altra di epoca andalusa.
L'attuale fu eretta al principio del XVI secolo dal figlio illegittimo del Cardinale Mendoza, che in questa comarca fondò un maggiorascato a favore del suo erede don Rodrigo Díaz de Vivar y Mendoza, primo Marchese del Cenete e Conte del Cid, quest'ultimo titolo posto in relazione al suo possesso della fortezza del mitico Cid Campeador a Jadraque, personaggio di cui si dichiarava successore e ne adottò i titoli.
Don Rodrigo Mendoza eresse il suo castello-palazzo nel sud dell'altopiano, da dove si ha il miglior controllo visivo del territorio circostante.
Il progetto di La Calahorra dovette nascere nel corso del viaggio che don Rodrigo fece in Italia tra il 1506 e il 1508, durante il quale dovette far eseguire e ricevere i disegni per la decorazione del suo castello.
D'altra parte, dall'inventario realizzato dal governatore di Valencia della biblioteca di don Rodrigo Díaz de Vivar, in buona parte ereditata da suo padre il Cardinale Mendoza, si evidenzia la eccezionale formazione umanistica della famiglia, fatto che risulta poi riflesso anche nel programma decorativo degli interni del castello. 
Con 632 volumi, la biblioteca disponeva di un'importante presenza di testi classici greci e latini, così come opere di letteratura, trattati di architettura e di filosofia di autori del Rinascimento italiano.
Relativamente al suo valore storico, resta come testimonianza di un capitolo fondamentale nella storia del Marchesato del Cenete nel XVI secolo, maggiorascato fondato dal Cardinale Mendoza in favore di suo figlio Rodrigo Díaz de Vivar. 
Rappresenta un caso anacronistico in un'epoca in cui la Monarchia ordinava di abbattere le fortezze per consolidare la sua presenza fra il popolo e con il fine di evitare che si perpetuassero le relazioni della vecchia nobiltà feudale, ordini che trovano come eccezione quest'opera realizzata dalla potente casa militare dei Mendoza.

### Proprietari
Il castello fu abitato da Rodrigo de Mendoza e Maria de Fonseca solamente negli otto anni successivi alla conclusione dei lavori e andò in eredità alle loro figlie. 
Ricoprì un ruolo importante durante la Rivolta dei Moriscos (1568-1571), che fu particolarmente violenta nel Marchesato del Cenete, servendo da rifugio dei proclamati cristiani vecchi e sito di acquartieramento del Marchese di Mondéjar. 
Successivamente, fu abbandonato per parecchi secoli, finché, al principio del XX secolo, dopo essere stato in procinto di essere venduto agli Stati Uniti d'America, passò all'attuale proprietario.

## Dati artistici
Edificato in breve tempo (la decorazione fu completata nel periodo 1509-1512), per la sua realizzazione di usufruì di parte della muratura della fortezza araba, che in precedenza si ergeva sulla collina e, per la sua decorazione, si importarono dall'Italia materiali, tecniche e artisti. 
Oggi non è possibile riconoscere la pianta originale dell'edificio; la direzione dei lavori fu assegnata in principio all'architetto segoviano Lorenzo Vázquez, che, per disaccordi con il Marchese del Cenete, fu sostituito con il genovese Michele Carlone. 
Questi dapprima lavorò nel suo studio di Genova, da dove fece inviare i marmi di Carrara già lavorati al porto di Almería, e successivamente si spostò a dirigere il cantiere del castello in modo da supervisionare il montaggio e il lavoro effettuato con materiali locali.
La Calahorra è considerata la prima opera rilevante in Spagna in cui sia documentato il lavoro di artisti italiani, anche se per la diversa l'origine degli scalpellini che lavorarono le sue pietre (lombardi, genovesi e carraresi) si riscontrano differenze stilistiche nella decorazione dell'immobile, il quale, nonostante ciò, mostra una sorprendente unità a differenza dell'esempio contemporaneo del Castillo de Vélez-Blanco.

### Resti della fortezza araba
Relativamente ai resti documentati della fortezza araba di epoca anteriore alla costruzione del castello, si conservano i muri delle torri e di un bastione, come anche due piccole vasche e parte di una muraglia. 
A causa della concentrazione di piastrelle e di malta di calce presenti all'interno del primo recinto, è molto probabile che la fortezza ospitasse una piccola popolazione.

## Descrizione
Il castello è di pianta quadrangolare, con dimensioni approssimate di 46,5 x 32 metri, essendo i lati maggiori orientati in direzione nord-sud.
Alla facciata ovest si addossa un altro corpo rettangolare di 26 x 15 metri, munito di un torrione circolare per l'artiglieria al cui interno si sviluppa lo scalone.
Il castello è composto da mura in muratura a pietra e conci; in ogni angolo si trova una torre cilindrica coperta da cupola, aventi diametro di 10 metri quelle del lato sud e diametro di 13 metri quelle del lato nord.
Un parapetto termina la parte superiore delle mura; esso è semicoperto per proteggere le guardie dalle condizioni climatiche severe.
All'edificio si accede tramite un'unica porta situata nell'angolo nordest e che tuttora mantiene i materiali costruttivi originali: il legno dei portoni e la serratura blindata con lame di ferro sovrapposte e rivettature, così come i suoi bulloni, gli alamud (bulloni quadrati) e i golfari. 
Il portale di accesso è sormontato dallo stemma dei Fonseca, famiglia alla quale apparteneva la seconda moglie di don Rodrigo.
La spina dorsale degli ambienti interni è un cortile o patio cuadrado che misura 20 m x 20 m, circondato da due piani di gallerie sovrapposte di cinque arcate per ciascun lato, poste su colonne corinzie. Le gallerie sono coperte da volte a crociera, che terminano verso la parete interna con mensole di pietra nera italiana, usando tiranti di ferro fusi a Valencia per contrastare la spinta, elementi che sono stati qui utilizzati per la prima volta nell'architettura spagnola.
Il corpo inferiore della galleria presenta archi semicircolari posti su colonne con capitelli corinzi elevati, appoggiati su anelli nei quali si alternano decorazioni grottesche e geometriche. 
I soffitti degli archi sono adornati con fiori e ghirlande di disegno alternato, anelli e fili sono evidenziati con modanature e nei punti di unione sono rappresentati rilievi con gli stemmi dei Mendoza e dei Fonseca.
La galleria inferiore è realizzata in pietra calcarea dalla zona e in origine aveva un'iscrizione latina che diceva: «Il primo Marchese, don Rodrigo de Mendoza, nel anno 1510 e nel suo 37º, fece costruire questa casa; ma non per suo conforto, bensì perché obbligato a ingiusto ozio, con l'occasione di fuggire dalla nostra infelice Hesperia, quindi, accolto su questa collina, gustò fino ad allora un po' di vagabondaggio, mentre non sarebbe stato lecito o tantomeno pensare di pretendere una cosa diversa», in riferimento alla vessazione che la Monarchia esercitava sull'antica nobiltà feudale al fine di porre fine ai suoi privilegi, fatto che giustifica anche il limite di tempo entro il quale furono eseguite le opere della fortezza.
Nella galleria superiore, appoggiata su archi semicircolari sensibilmente ribassati, le colonne si elevano su piedistalli uniti da una balaustrata di marmo di Carrara. 
In questa galleria, la decorazione s'incentra sugli stemmi dei Fonseca, del Marchese e della famiglia Mendoza, mentre l'intradosso degli archi è decorato con cassettoni di pietra nera italiana.
Infine, nella trabeazione, vi sono iscrizioni in latino con testi dei salmi biblici, che, assieme ai riferimenti mitologici greco-romani presenti nella decorazione del patio e delle stanze interne, offrono una lettura umanistica dell'edificio.

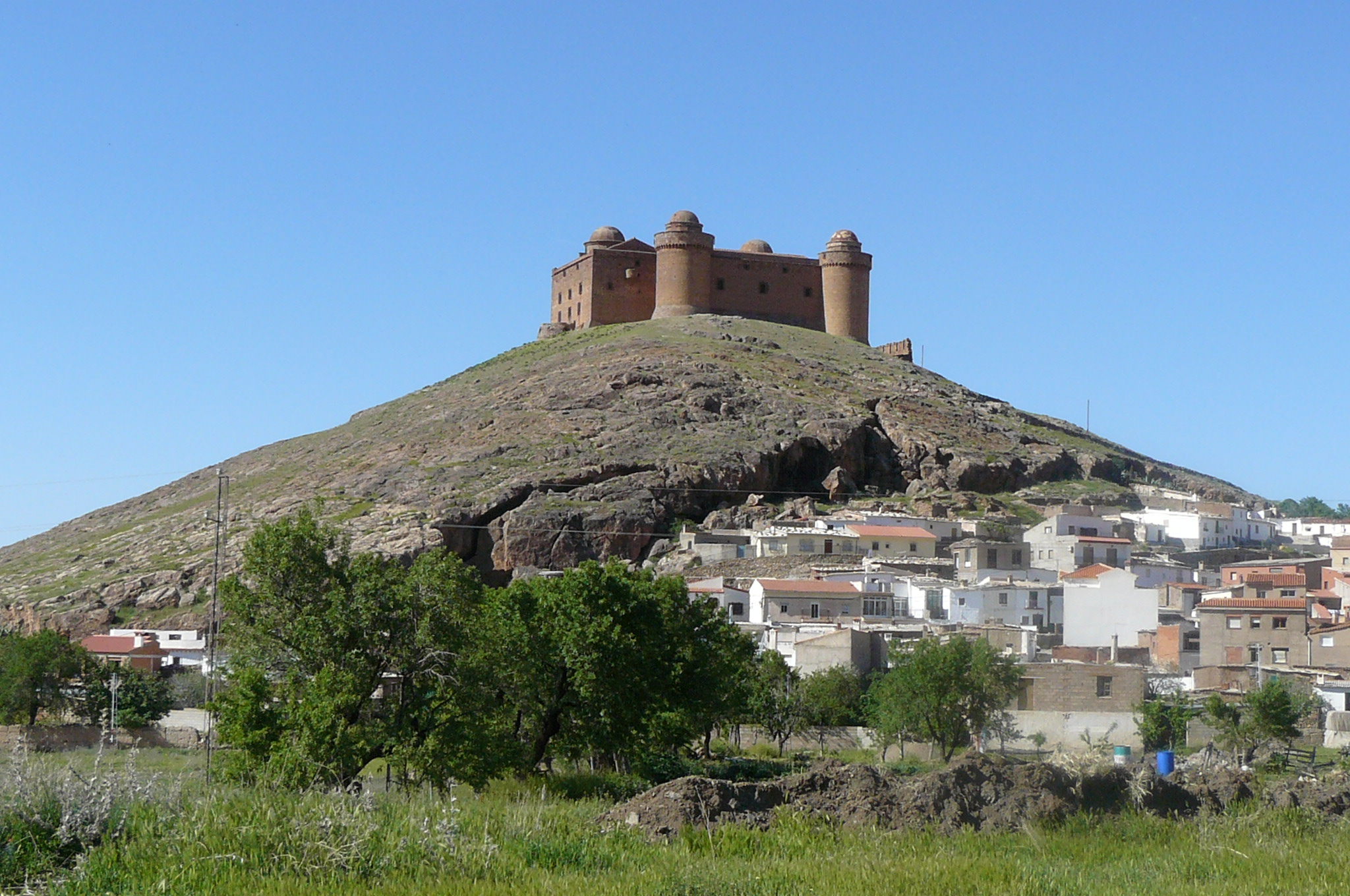
La Calahorra

Splendide sono le decorazioni dei portali di accesso agli ambienti interni, che sono direttamente correlate al carattere della singola stanza. Tra le più importanti, vi sono quelle della Sala della Giustizia, del Salone Occidentale e del Salone dei Marchesi. 
Quello di accesso all'Oratorio è ora nel Museo di Belle Arti di Siviglia.
Tra i motivi ornamentali, vi sono animali, creature fantastiche, motivi vegetali con frutti e fiori.
Il portale della Sala della Giustizia è notevole per la presenza di colonne decorate con fasce tematiche, ghirlande nel primo tratto e teste di cherubini nel secondo.
Gli stipiti sono riccamente decorati e sostengono una trabeazione con un frontone curvo a cassettoni decorato con motivi di fiori e frutti.
L'architrave è decorato con creature marine collegate tra loro e contenitori con frutti.
Questo programma decorativo si completa con coppe tra gli uccelli sull'architrave e grottesche sugli stipiti.
Quello noto come Salone Occidentale possiede una decorazione basata sul chiaroscuro e sull'horror vacui, con numerosi animali agilmente articolati che poggiano su grottesche. Compare un ampio spettro di animali ed esseri ibridi come aquile, delfini, satiri e sirene.

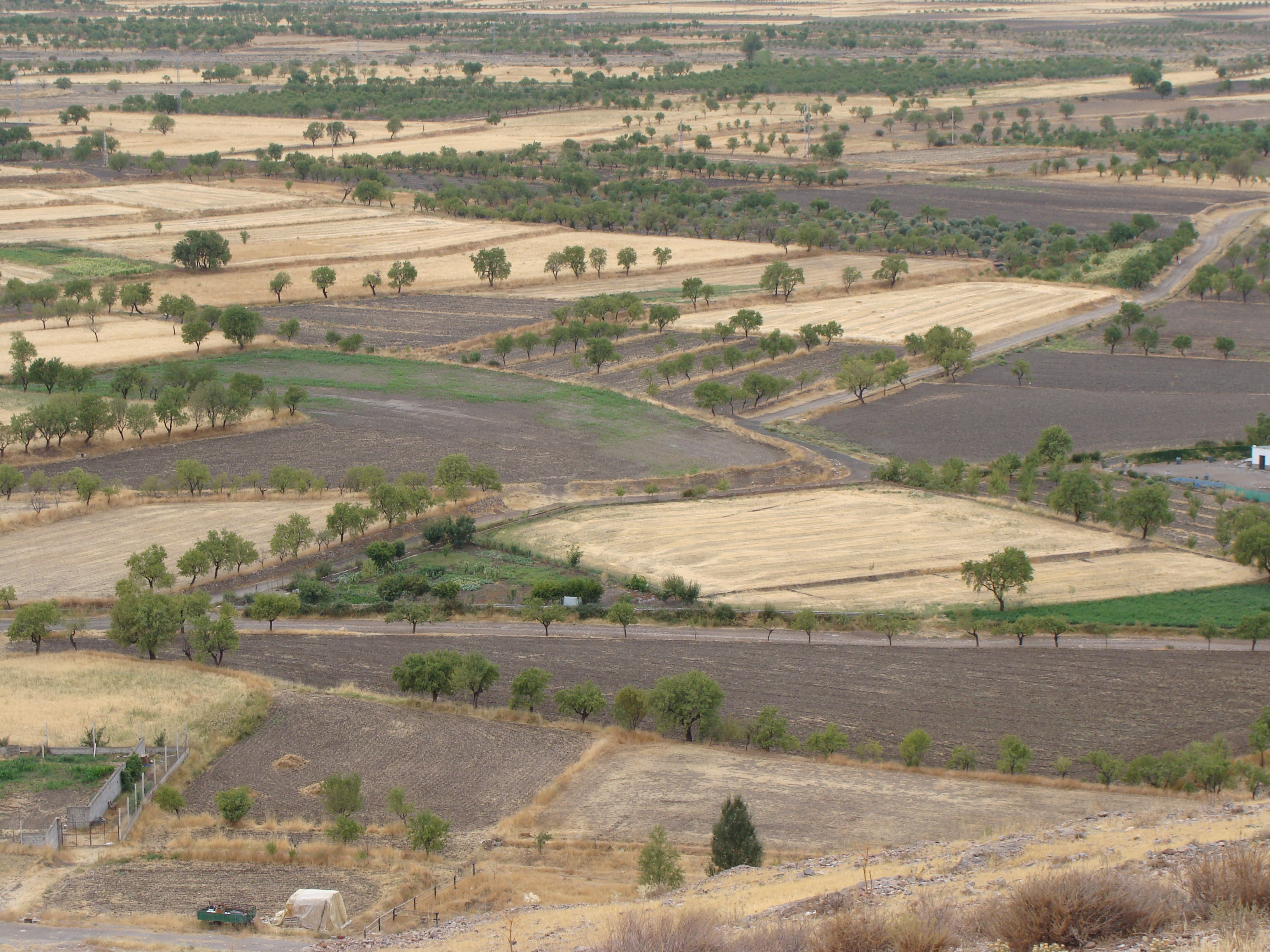
Coltivazioni viste dal castello

Infine, il portale del Salone dei Marchesi si risolve come un arco di trionfo romano, proiettando il suo programma iconografico basato sulla mitologia classica e con una forte influenza dei disegni del Codex Escurialensis.
Sui pilastri laterali, sono ricavate quattro nicchie con rilievi dell'Ercole Farnese, del dio Apollo e delle dee della Fortuna e Abbondanza. 
Sui piedistalli, si trovano rappresentazioni delle fatiche di Eracle: la battaglia contro l'idra di Lerna e la cattura del toro di Creta. Nel fregio superiore si trovano rilievi delle dee marine e di tritoni. Sugli stipiti, vi sono die busti di imperatori romani.
L'ampio scalone monumentale, di chiare reminiscenze genovesi per concezione e prospettiva, costituisce il centro compositivo dell'ala est del patio.
Composto da tre grandi tratti, la sua costruzione obbligò ad ampliare il perimetro della fortezza, facendole perdere buona parte delle sue capacità difensive, dimostrando però che il carattere nettamente militare del castello-palazzo era passato in secondo piano.